# 埃德莫爾 (密歇根州)
埃德莫爾（英語：Edmore）是位於美國密歇根州蒙卡爾姆縣霍姆鎮區的一個村。

## 人口
根據2020年美國人口普查的數據，埃德莫爾的面積為3.94平方千米，當中陸地面積為3.94平方千米，而水域面積為0.00平方千米。當地共有人口1210人，而人口密度為每平方千米307人。